# BMW 4-es sorozat
A BMW 4-es sorozat kupé, kabrió és ferdehátú változatban készül, amelyet 2013 óta gyárt a német BMW. A típust 2013 januárjában mutatták be Detroitban, az észak-amerikai Nemzetközi Autószalonon.
A 4-es sorozat a BMW BMW 3-as sorozatának kétajtós modelljeit (kupé és kabrió) jelenti. 2014-ben ezt kiegészítették a 4-es Gran Coupé változattal, ami egy ötajtós ferdehátú karosszéria.
Elektromos meghajtású változata a BMW i4.

## Első generáció: F32/F33/F36 (2013–jelen)
Az F32/F33/F36 sorozat a BMW 4. sorozatának első generációja. 2013 közepén mutatták be az ötödik generációs 3. sorozat E92/E93 kupé/kabrió modellek utódjaként. Az F32/F33/F36 az F30 3-as sorozat mellett készül és sok tulajdonságban megegyezik. A típus a következő változatokból áll: 
- kétajtós kupé (F32)
- kétajtós kabrió (F33)
- négyajtós ferdehátú kupé (F36, amelyet „4 Series Gran Coupé”-ként forgalmaznak)

|  |  |  |
|  |  |  |

Ahogy az F30 3-as sorozat, az F32 / F33 / F36 is turbófeltöltős benzin- és dízelmotorokkal kapható, 3 hengerrel (csak benzin), 4 hengerrel és 6 hengerrel.
Az F82 / F83 M4 modelleket 2014-ben mutatták be. Ezeket az S55 soros 6 hengeres turbófeltöltős motor hajtja. 

## Második generáció: G22/G23/G24/G26 (2020–)

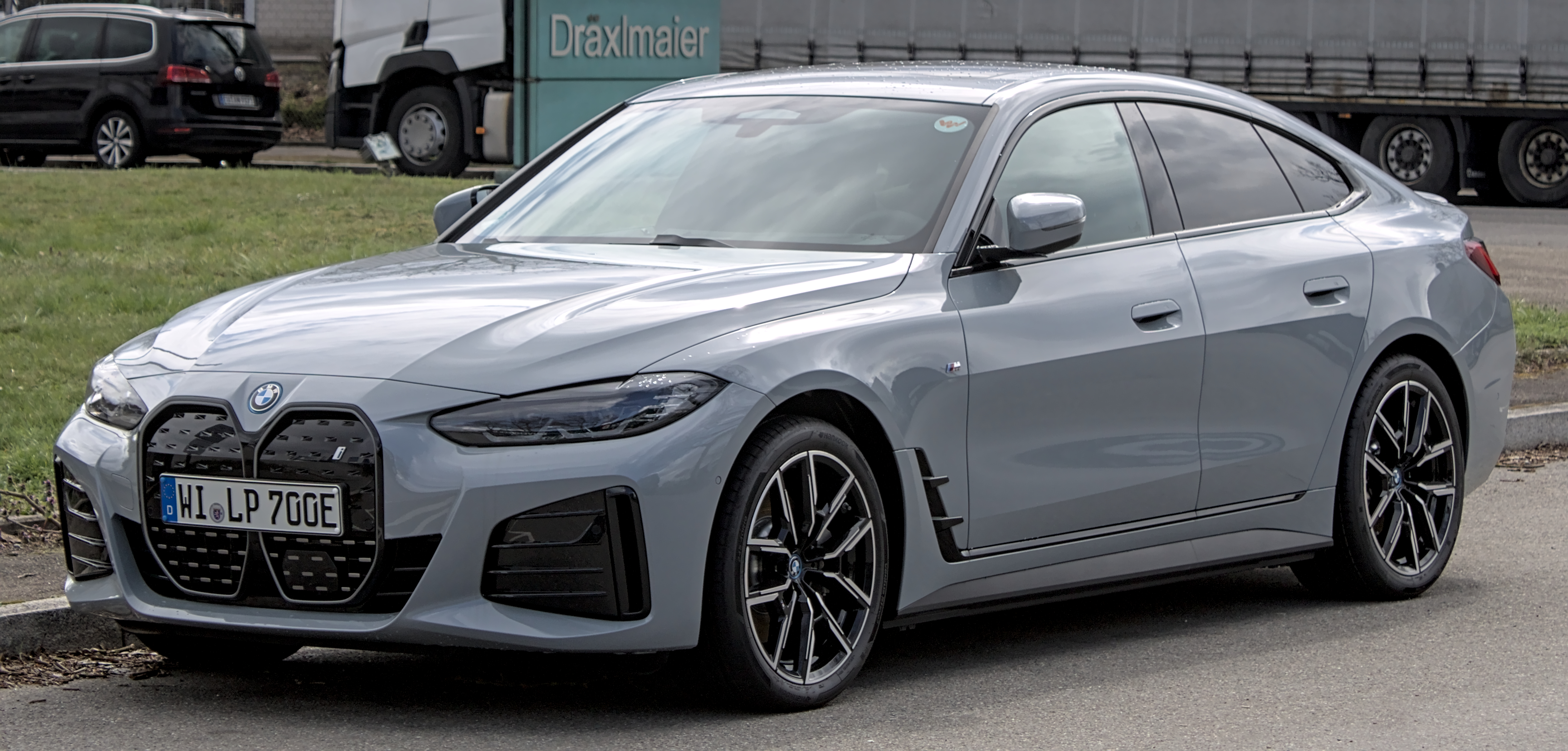
Az elektromos meghajtású BMW i4

A BMW a 2019-es Frankfurti Autószalonon mutatta be a Concept 4-et, amely javarészt megegyezik a szériasorozattal, illetve alapját is képezi a teljesen elektromos BMW i4-nek. 2020. június 2-án, élő videóközvetítésen mutatták be a végleges verzió kupéváltoztatát. Az autó frontrészét a hatalmas hűtőrácsokkal szerelték fel, amik függőlegesen is jobban kiterjedtek a 3-as sorozat G20-as típusánál. Ez a típus is megkapta később a kabrió és ferdehátú limuzin verzióját, ami összkerékhajtással is elérhető.
A kocsi külső elemei, mint a nagyméretű hűtővesék a kortárs M3-as modelleken is megjelentek, ezért azok külsőleg is jelentősen különböznek a sima 3-as BMW-ktől.

## Fordítás
- Ez a szócikk részben vagy egészben  a   BMW 4 Series című angol Wikipédia-szócikk ezen változatának fordításán alapul.  Az eredeti cikk szerkesztőit annak laptörténete sorolja fel. Ez a jelzés csupán a megfogalmazás eredetét és a szerzői jogokat jelzi, nem szolgál a cikkben szereplő információk forrásmegjelöléseként.